# Hessisches Competence Center für Neue Verwaltungssteuerung

Das Hessische Competence Center für Neue Verwaltungssteuerung (HCC) mit Sitz in Wiesbaden ist an zwei Standorten ansässig: Die Zentrale befindet sich in der Mainzer Straße 75 und die Außenstelle in der Rheingaustraße 186 in Wiesbaden.

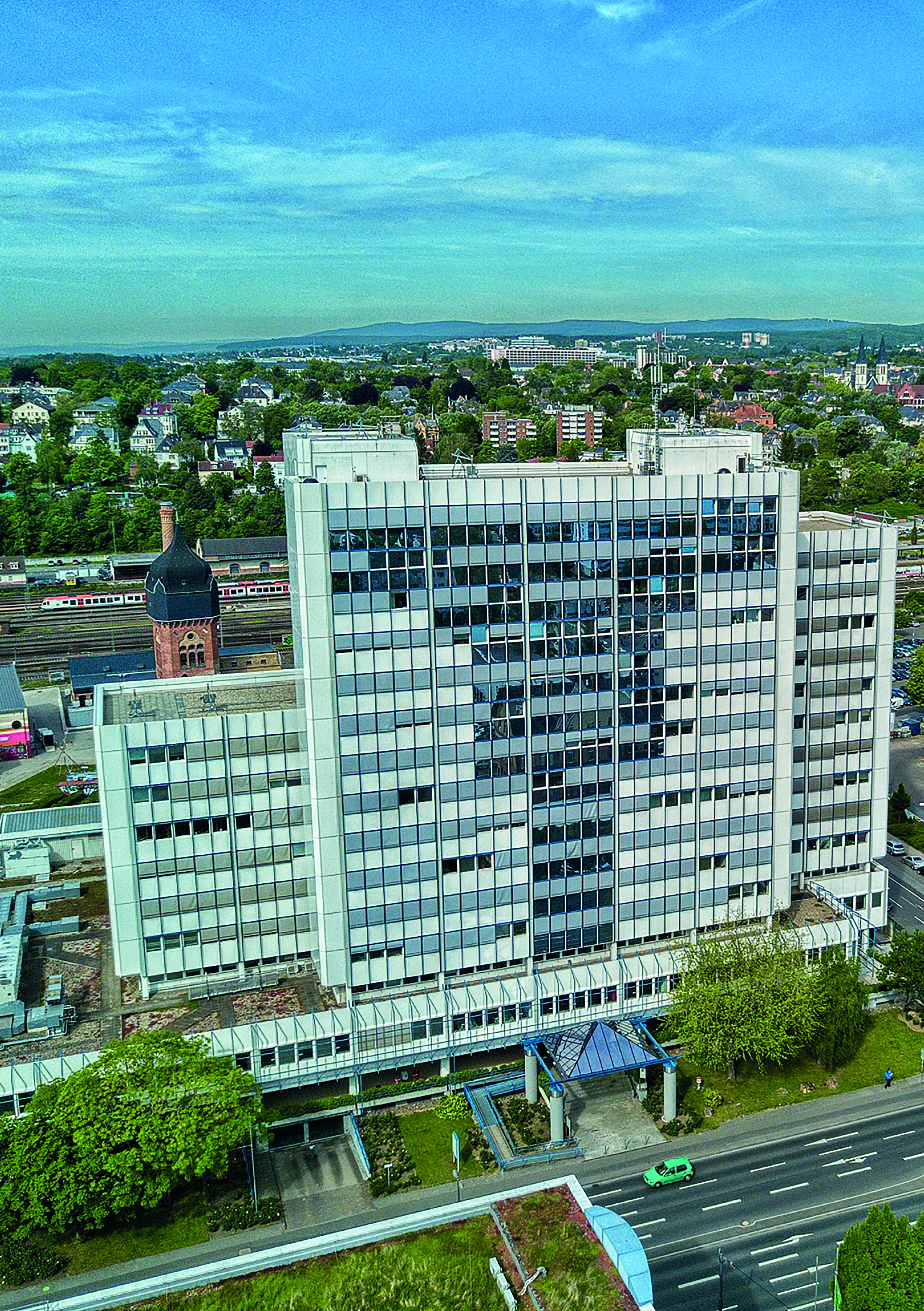
Frontansicht der HCC-Zentrale

Das HCC ist ein von der SAP SE zertifiziertes Customer Center of Expertise (CCOE) und als zentrale SAP-Informations- und Servicestelle für die Anwendungsbetreuung und die Weiterentwicklung der im Land Hessen eingesetzten SAP-Systeme zuständig. Darüber hinaus soll das HCC ein effektives Finanz- und Rechnungswesen für die Hessische Landesverwaltung gewährleisten und das Land Hessen als zentrale Einkaufsorganisation für Lieferungen und Dienstleistungen vertreten.

## Geschichte
Das Land Hessen hat mit Beschluss des Kabinetts vom 14. Dezember 1999 die Einführung von SAP in der Hessischen Landesverwaltung im Rahmen des Projektes „Neue Verwaltungssteuerung (NVS)“ in die Wege geleitet. Im Zuge des Projektes hat der Kabinettsausschuss „Verwaltungsreform“ im Mai 2000 den Aufbau des Hessischen Competence Centers – kurz HCC – beschlossen, dem das Kabinett im Oktober 2000 zustimmte.
Zum 28. Januar 2003 wurde das HCC organisatorisch als selbständige Dienststelle – auch im Sinne des § 7 Abs. 3 S. 2 HPVG – in die Oberfinanzdirektion Frankfurt am Main integriert. Gleichzeitig wurde die Zentrale Einkaufsorganisation (ehem. Landesbeschaffungsstelle) für Lieferungen und Dienstleistungen für das Land Hessen in das HCC übernommen.
Ab dem 1. Januar 2025 wird das HCC organisatorisch als eigenständige Landesbehörde – auch im Sinne des § 7 Abs. 3 S. 2 HPVG – geführt.

## Organisation
Das Hessisches Competence Center für Neue Verwaltungssteuerung in Wiesbaden (HCC) untersteht der Fachaufsicht des Hessischen Ministeriums der Finanzen (HMdF) sowie des Hessischen Ministeriums des Innern und für Sport (HMdIS).
Das HCC gliedert sich in fünf Bereiche, die wiederum in Fachbereiche unterteilt sind.

## Aufgaben
Zu den Kernaufgaben des HCC zählen folgende Dienstleistungen für die hessische Landesverwaltung:
- Dienstleistungen rund um SAP und entsprechenden Anwendungsprogrammen
- Dienstleistungen rund um das Finanz-, Rechnungs- und Personalwesen
- die zentrale Beschaffung für das Land Hessen.

### Landeseigene SAP-Anwendungen
Das HCC hält die gesamte produktive SAP-Systemlandschaft des Landes Hessen auf aktuellem Stand, setzt die Anforderungen der Anwender in den hessischen Dienststellen um und arbeiten permanent an Projekten zur Weiter- und Neuentwicklung von landeseigenen SAP-Anwendungen. Dort werden Vorgänge, die bisher in der Hessischen Landesverwaltung manuell und papierbasiert erfolgen, medienbruchfrei durch elektronische, workflow-basierte Prozesse abgelöst. Insgesamt arbeiten ca. 13.500 Landesbeschäftigte mit den landeseigenen SAP-Anwendungen, die das HCC zur Verfügung stellt. Außerdem bietet das HCC den Beschäftigten des Landes Hessen Fortbildungen (Grundlagenkurse und SAP-Anwenderschulungen) in den eigenen Schulungsräumen an.
Das HCC ist ein von der SAP SE zertifiziertes Customer Center of Expertise (CCOE) und gehört seit 2012 zu den Top 10 Primary-Zertifizierungen weltweit. Das CCOE betreut die SAP-Lösungen des Landes Hessen und fungiert als zentraler Ansprechpartner für die SAP-Anwender sowie die SAP SE.

### Finanz-, Rechnungs- und Personalwesen
Das HCC soll mit seinem Financial Shared Service ein effektives Finanz- und Rechnungswesen für die Hessische Landesverwaltung gewährleisten und erbringt für die rund 800 Dienststellen in Hessen zentrale Buchungs- und Beratungsleistungen im externen und internen Rechnungswesen (einschließlich des Konzernrechnungswesens). Daneben berät und unterstützt es die Dienststellen zum Produkthaushalt, zur zentralen Zahlbarmachung (Auszahlung), zu Reorganisationen und bietet eine Landesinterne Steuerberatung an. Des Weiteren erbringt das HCC Dienstleistungen für den Bereich der Personalwirtschaft des Landes Hessen.

### Zentrale Beschaffung für das Land Hessen
Die Zentrale Beschaffung im HCC ist eine der Einkaufsorganisationen und zentralen Vergabestellen des Landes, die für die Bedarfsdeckung des Landes Hessen verantwortlich ist. Sie bündelt gleichartige Bedarfe, beauftragt diese in vergaberechtskonformen Verfahren und soll über Rahmenverträge die wirtschaftlichste Bedarfsdeckung für alle Dienststellen sicherstellen. Zudem ist das Vordrucklager der Hessischen Landesverwaltung hier angesiedelt.

## Kooperationen
Für die Ausbildung des eigenen Nachwuchses im Rahmen eines ausbildungs-integrierten dualen Studiums besteht seit 2019 eine Kooperationsvereinbarung mit der Technischen Hochschule Mittelhessen (THM) am Campus in Bad Vilbel (Softwaretechnologie B. Sc.) und mit der Dualen Hochschule Baden-Württemberg (DHBW) in Mannheim (Wirtschaftsinformatik/E-Government B.Sc.). Seit 2022 besteht eine Kooperation mit der Hessischen Hochschule für öffentliches Management und Sicherheit (HöMS) am Standort in Wiesbaden (Public Administration).